# 이케다 나카히로
이케다 나카히로(일본어: 池田 仲博 いけだ なかひろ[*], 1877년 (메이지 10년) 8월 28일 - 1948년 (쇼와 23년) 1월 1일)는 메이지부터 쇼와에 걸쳐서 살은 화족 (후작)이자, 귀족원 의원, 육군 군인 (육군 보병 중위)이다. 돗토리 이케다가 16대 당주이다.

## 생애
1877년 (메이지 10년) 8월 28일, 도쿠가와 요시노부의 5남으로 태어났다. 아명은 히로시 (博)였다. 사노 겐지로에게 맡겨져 컸다. 1880년 (메이지 13년) 9월, 도쿠가와 저택으로 돌아왔다. 1887년 (메이지 20년) 3월, 형 아츠시와 함께 시즈오카에서 도쿄로 옮겼고, 4월에 가쿠슈인에 입학했다. 1890년 (메이지 23년) 2월 25일, 사촌형인 후작 이케다 테루모토가 후계자 없이 사망함에 따라, 그의 차녀인 미치코와 결혼해 데릴사위로써 이케다 후작가를 상속 및 계승했다. 같은 해 4월 11일, 테루히로 (輝博)로 개명했다. 1894년 (메이지 27년) 1월 25일, 메이지 천황의 5남인 테루히토 친왕의 한자와 같은 것이어서, 피휘를 위해 돗토리번 초대 번주 이케다 미츠나카의 한 글자를 따와 나카히로 (仲博)로 개명했다.
1896년 (메이지 29년) 5월, 같은 집안인 이케다 하지메 자작과 함께 홋카이도 토카치 지방의 나카가와군에 3백여 만평의 벌판 (리베츠타 시모리별로 약 220만 평, 우시슈베츠에 약 70만 평)을 대출받아 이케다 농장을 개설했다. 
1896년 (메이지 29년)에 가쿠슈인 초등과를 졸업, 1898년 (메이지 31년) 11월 25일, 육군사관학교 10기로 졸어버했다. 이듬해인 1899년 (메이지 32년) 6월 27일에는 육군 보병 소위에 임관했다. 제1사관군법회의판사, 육군유년학교 학생대 중대부 등을 역김했다. 1909년 (메이지 42년) 9월 30일, 예비역에 편입되었다.
1902년 (메이지 35년) 7월 28일부터 귀족원 의원 (후작 의원)을 맡아, 화요회에 속했다.
1907년 (메이지 40년), 나카히로는 당시 황태자 요시히토 친왕 (훗날의 다이쇼 천황)의 산인행계시 숙박시설로써, 돗토리성 터의 오우기고텐 터에 자신의 별저를 세웠다. 이것이 이른바 "인풍각 (仁風閣)"이다. 인풍각의 관명은, 이 행계를 수행한 원수 해군대장 토고 헤이하치로가 명명했다. 
1910년 경에 하이쿠를 하다가 타카하마 쿄시의 지도를 받아 아버지 요시노부와 쿄시를 만나게 한 적도 있다. 
1946년 (쇼와 21년) 4월 12일, 귀족원 의원직을 사직했다. 1947년 (쇼와 22년) 5월 3일, 화족제도의 폐지로 작위를 잃었다.
1948년 (쇼와 23년) 1월 1일에 사망하였다. 묘소는 원래 도쿄의 타마 영원에 있었으나, 2003년 (헤이세이 15년)에 돗토리시의 다이운인으로 이장되었다.

## 서훈
- 1897년 (메이지 30년) 6월 30일 - 훈4등 서보장
- 1903년 (메이지 36년) 12월 11일 - 종4위
- 1906년 (메이지 39년) 4월 1일 - 욱일소수장
- 1914년 (다이쇼 3년) 12월 28일 - 종3위
- 1915년 (다이쇼 4년) 11월 10일 - 대례기념장
- 1938년 (쇼와 13년) 2월 11일 - 금배 한 개

## 가계
- 아버지 : 도쿠가와 요시노부
- 어머니 : 신무라 노부
- 양아버지 : 이케다 테루모토 - 테루모토의 친아버지 이케다 요시노리는 도쿠가와 요시노부와 이복형제. 즉, 테루모토와 나카히로는 사촌 사이이다.
- 아내 : 이케다 미치코 (亨子, 테루모토의 차녀)
- 자녀
  - 장녀 : 미키코 (幹子, 1902년 - 1996년) -  도쿠가와 무네요시와 결혼
  - 장남 : 이케다 노리자네 -  17대 당주
  - 차남 : 쿠츠키 츠나히로 - 쿠츠키 츠나사다의 양자
  - 차녀 : 시즈코 (静子, 1907년 - 1987년) - 사이고 쥬고와 결혼
  - 3녀 : 노리코 (謙子, 1907년 - 1994년) - 이케다 키요나리와 결혼
  - 4녀 : 아츠코 (温子, 1910년 - ? ) - 미즈노 타다요시와 결혼
  - 3남 : 아라오 히로마사 (1911년 - 1959년) - 아라오 요시슈의 양자
- 손자녀
  - 칸로지 미요코 (1921년 - , 미키코의 장녀)
  - 아베 이토코 (1922년 - , 미키코의 차녀)
  - 도쿠가와 무네노부 (1929년 - 1993년, 미키코의 장남)
  - 이케다 유리코 (1933년 - , 노리자네의 장녀)
  - 이케다 에이코 (1936년 - , 노리자네의 차녀)
  - 에미코 마이어 (1938년 - , 노리자네의 3녀)
  - 쿠츠키 아키라 (1935년 - ,  츠나히로의 장남)
  - 사이고 쥬키 (1927년 - 1928년, 시즈코의 장남)
  - 야스바 유코 (1930년 - , 시즈코의 장녀)
  - 이케자와 아키코 (1934년 - , 시즈코의 차녀)
  - 사이고 쥬세츠 (1934년 - , 시즈코의 차남)
  - 츠치 키요코 (1927년 - , 노리코의 장녀)
  - 마츠마에 스미코 (1929년 - , 노리코의 차녀)
  - 이케다 타카시 (1936년 - 1978년, 노리코의 장남)
  - 루미코 보크론 (1934년 - , 아츠코의 장녀)
  - 미즈노 타다토시 (1937년 - , 아츠코의 장남)
  - 미즈노 미나코 (1944년 - , 아츠코의 차녀, 아이딘 야만라르와 결혼)
  - 이와시로 세이코 (1938년 - , 히로마사의 장녀)
  - 시마무라 미사코 (1941년 - , 히로마사의 차녀)
  - 히사마츠 레이코 (1944년 - , 히로마사의 3녀)

| 전임 이케다 테루모토 | 제2대 돗토리 이케다가 후작 1890년 - 1947년 | 후임 화족 제도 폐지 |

| 전임 이케다 테루모토 | 제16대 구 돗토리번 번주 이케다가 당주 1890년 - 1948년 | 후임 이케다 노리자네 |